# 公河 (湄公河)

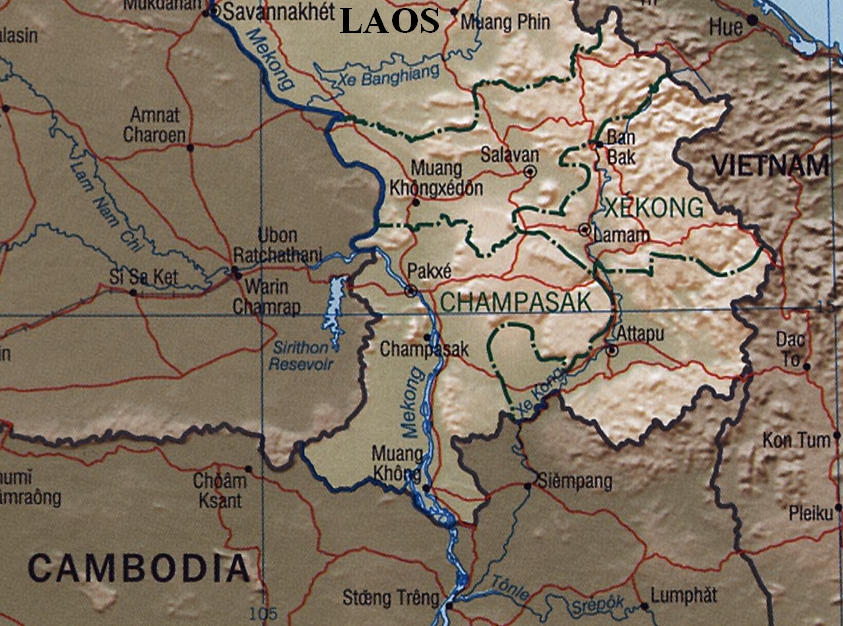
公河

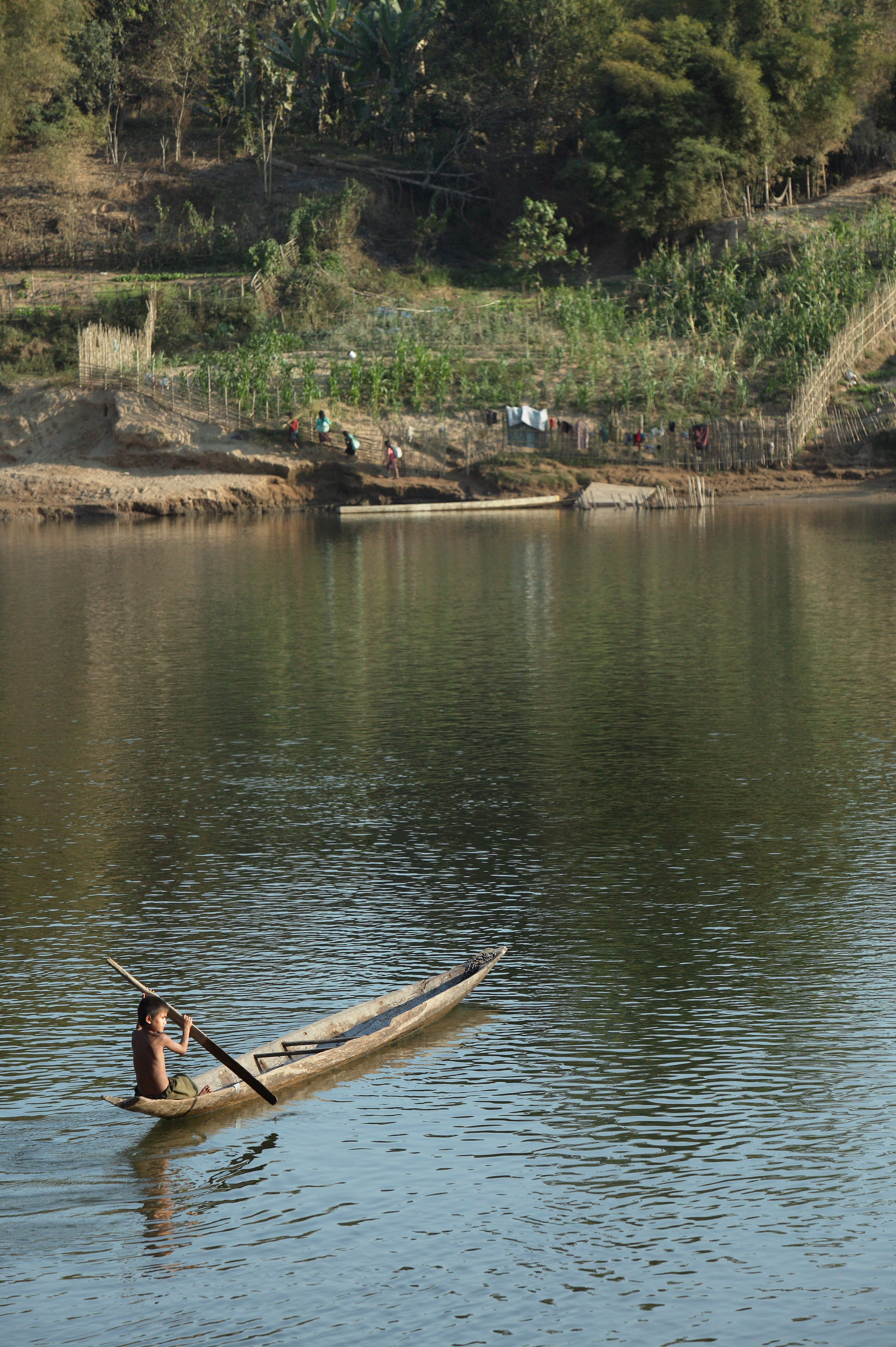
一位寮國男童在公河上划船

公河（高棉語：或ស្រែគង្គ），是東南亞的一條河流，為湄公河左岸支流。公河發源於越南中部的承天順化省，幹流全長480（300英里），流經寮國南部及柬埔寨東部，最終在柬埔寨上丁省的首府上丁附近注入湄公河:98-99。中游部分河段形成寮國與柬埔寨的邊界。